# Kanton Angers-Ouest
Der Kanton Angers-Ouest war von 1790 bis 2015 ein französischer Wahlkreis im Arrondissement Angers, im Département Maine-et-Loire und in der Region Pays de la Loire; sein Hauptort war Angers.
Der Kanton umfasste Wahlberechtigte aus zwei Gemeinden und einem Teil der Stadt Angers (angegeben ist hier die Gesamteinwohnerzahl):
| Gemeinde    | Einwohner Jahr | Fläche km² | Bevölkerungsdichte | Code INSEE | Postleitzahl |
| ----------- | -------------- | ---------- | ------------------ | ---------- | ------------ |
| Angers      | 150.125 (2013) | –          | – Einw./km²        | 49007      | 49100        |
| Beaucouzé   | 4935 (2013)    | 19,34      | 255 Einw./km²      | 49020      | 49070        |
| Bouchemaine | 6589 (2013)    | 19,81      | 333 Einw./km²      | 49035      | 49080        |